# میشل کومبس
میشل کومبس (به فرانسوی: Michel Combes) (زاده ۱۹ مارس ۱۹۶۲) کارآفرین، بازرگان و مدیر ارشد اجرایی فرانسوی است، که در حال حاضر به‌عنوان مدیر عامل اجرایی شرکت آلکاتل-لوسنت فعالیت می‌کند.